# Henry Banks
Henry Banks (n. 14 iunie 1913 - d. 18 decembrie 1994) a fost un pilot de curse auto american care a evoluat în Campionatul Mondial de Formula 1 între anii 1950 și 1952.
1. 1 2  Henry E. Banks, Find a Grave, accesat în 9 octombrie 2017